# Форд (острів)
Острів Форд (англ. Ford Island) розташований в середині Перл-Гарбору («Бухта перлин»), на острові Оаху Гавайського архіпелагу. Має площу 1,83 км². Острів поєднаний з сушею мостом адмірала Клері.
Острів названо за іменем лікаря Сета Форда, що працював у Гавайській божевільні та госпіталі морської піхоти в 1861–1866. Мовою гавайців острівець відомий як Моку-умейме (Moku-umeume) — «острів привабливості».
Острівець має декілька складів ВМС США.
Станом на 2000 р. населення острова Оаху становило 368 жителів.